# 2016년 1월 조선민주주의인민공화국 핵 실험

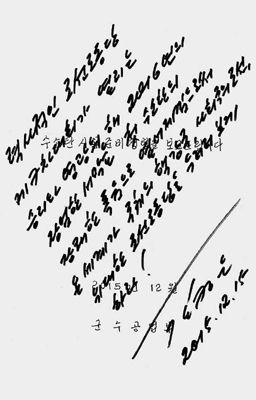

2016년 1월 조선민주주의인민공화국 핵 실험(2016年1月朝鮮民主主義人民共和國核實驗)은 2016년 1월 6일, 한국 표준시로 오전 10시 30분, 조선민주주의인민공화국 평양시간으로 오전 10시, 협정 세계시로 오전 1시 30분에 이루어진 조선민주주의인민공화국의 4번째 핵 실험을 말한다.

## 조선중앙TV의 발표 전문
2016년 1월 6일, 조선중앙TV는 중대발표를 열어 다음과 같이 수소탄 핵 실험을 성공하였다고 발표하였다.
| “ | 첫 수소탄 실험 완전 성공! 온 나라 천만 군민이 조선로동당의 전투적 호소를 피끓는 심장으로 받아안고 주체혁명의 최우선 일을 앞당기기 위한 눈부신 날과 날을 세우며 미래를 이룩해 나가고 있는 격동적인 시기에 반만년 민족사에 대사변이 일어나 천지에 명하고있다. 조선로동당의 전략적 결심에 따라 주체 105(2016)년 1월 6일 10시 주체조선의 첫 수소탄 시험이 성공적으로 진행되였다. 우리의 기술, 우리의 힘의 100% 의거한 이번 시험을 통하여 우리는 새롭게 개발된 시험용 수소탄의 기술적 재원들이 정확하다는것을 완전히 확정하였으며 소형화된 수소탄의 위력을 과학적으로 해명하였다. 완전하고 완벽하게 진행된 이번 수소탄 시험은 주위 생태환경에 그 어떤 부정적 영향도 주지 않았다는 것이 확인되였다. 이번 수소탄 시험은 우리 핵무력 발전에 보다 높은 단계이다. 역사에 남을 수소탄 시험이 가장 완벽하게 성공함으로써 조선민주주의인민공화국은 수소탄까지 보유한 핵보유국의 전열에 당당히 올라서게되었으며 우리 인민은 최강의 핵억제력을 갖춘 존엄 높은 민족의 기개를 떨치게되였다. 우리 공화국이 단행한 수소탄 시험은 미국을 중심으로 한 적대세력들에 날로 가중되는 핵위협과 공갈로부터 나라의 자주권과 민족의 생존권을 철저히 수호하며 조선반도의 평화와 지역의 안전을 믿음직하게 담보하기 위한 자위적 조치이다. 이 세상에 적대시라는 말이 생겨난 이래 미국의 대조선 적대시처럼 그토록 뿌리 깊고 포악무도하며 집요한 것은 전례를 찾아볼수 없다. 사상과 제도가 다르고 저들의 침략 야욕에 굴종하지 않는다고 하여 천추에 용납 못할 전대미문의 정치적 고립과 경제적 봉쇄, 군사적 압박을 가하여 오다 못해 핵에 대해서 발광하는 잔악한 날강도 무리가 미국이다. 미 침략군 핵 타격 집단과 핵전략 비행대를 포함한 모든 핵타격 수단들이 끊임없이 오고 있는 조선반도와 그 주변은 세계 최대의 열전지요. 핵 전쟁의 발화점으로 되고 있다. 미국은 적대 세력들을 규합하여 모약적인 인권소동에 나서면서 우리의 강성국가 건설과 인민생활 향상을 가로 막고 제도붕괴를 실현해 보려고 피를 흘리며 덤벼들고 있다. 방대한 각종 핵살인무기로 우리 공화국을 호시탐탐 노리고 있는 침략의 원흉 미국과 맞서고 있는 우리 공화국이 정의의 수소탄을 틀어쥔 것은 주권국가합법적인 자위적 권리이며 그 누구도 시비할 수 없는 정정당당한 조치라고 할 수 있다. 진정한 평화와 안전은 그 어떤 굴욕적인 청탁이나 타협적인 것에서 이뤄지지 않는다. 오늘의 엄목한 해야 실은 오직 자기 힘으로 지켜야 한다는 철의 진리를 다시금 명백히 보여주고 있다. 사납게 달려드는 승냥이 앞에서 사냥총을 내려놓는 것보다 더 어리석은 짓은 없을 것이다. 이번에 우리 공화국이 쟁취한 수소탄 시험의 눈부신 대성공은 민족의 천만년 미래를 억척같이 담보하는 역사의 대장거, 민족사적사변으로 된다. 조선민주주의인민공화국은 미국의 핵전쟁 기도를히 분쇄하고 조선반도의 평화와 지역의 안전을 보장하기 위해 자기의 노력을 다 하고 있는 진정한 평화애호 국가이다. 우리 공화국은 책임있는 핵보유국으로서 침략적인 적대세력이 우리의 자주권을 침해하지 않는 한 이미 천명한 대로 먼저 핵무기를 사용하지 않을 것이며 어떤 경우에도 관련 수단과 기술을 이전하는 일이 없을것이다. 미국의 극악무도한 대조선 적대시 정책이 근절되지 않는 한 우리의 핵개발 중단이나 핵 포기는 하늘이 무너져도 절대로 있을 수 없다. 우리 군대와 인민은 주체혁명 아래 천만년 미래를 믿음직하게 담보하는 우리의 정의로운 핵억제력을 부단히 강화해 나갈것이다. 위대한 조선로동당의 병진로선을 높이 치켜들고 나가는 주체 조선은 무궁번영할 것이다. | ” |
|   | — 주체 105 (2016년) 1월 6일 평양. |   |

## 과정

### 1월 6일
2016년 1월 6일, 조선중앙TV는 2015년 12월 15일, 김정은이 핵 실험을 명령하였다고 중대 발표에서 주장하였다.
2016년 1월 6일, 오전 풍계리 핵 실험장 부근에서 4차 핵 실험 폭발로 인해 발생한 것으로 보이는 진도 4.9 ~ 5.2의 인공지진이 포착되었는데, 파형분석결과 핵폭탄 실험으로 추정되었다.
2016년 1월 6일, 한국 시간으로 오후 12시 30분에 조선중앙TV 리춘히가 중대발표를 하였는데, 2015년 12월 15일, 김정은의 명령으로 추진한 수소폭탄 실험이 성공하였다고 주장하였다. 또한 조선중앙TV는 김정은 국방위원회 제1위원장이 수소탄 실험 명령서에 사인하는 모습과 친필 실험 명령서를 공개하기도 하였다. 또한 이에 대하여, 코스피지수도 1910선까지 급락하는 일이 발생하였다.
소형화 여부는 아직까지는 불명이며, 각각 지질관측소에서 관측된 규모가, 규모 5.1, 4.8로 각각 다른 것으로 보아, 정확한 위력은 불명이다. 그러나, 과거 러시아나 미국의 경우 수소폭탄 실험은 그 위력으로 인해 내륙이나 지하에서보다는 바다에서 주로 이루어졌다는 점에서 이번 핵 실험에 사용된 폭탄은 수소폭탄이 아닌 그 전단계의 증폭핵분열탄으로 볼 수도 있다는 평가가 있다.
2016년 1월 6일, 이에 대하여 대한민국 시간으로 오후 12시부터 대한민국 국군은 대북 경계태세를 격상하였으며, 대한민국 정부는 동맹국과 협력하여 안보리 차원에서의 추가제제 조치를 포함하여 모든 제재조치를 할 것이라고 밝혔다.
2016년 1월 6일 오후 1시 30분, 이에 대하여 청와대에서 대한민국 대통령 주재 대한민국 국가안전보장회의를 주최하였다.
또한, 미·중 관계가 매우 나빠서 조선민주주의인민공화국 분할 등의 타협안을 미국이 받아들일 가능성이 낮고, 여기에 한국이 내부 문제로 대외정책에 굉장히 소극적인 상황을 악용한 것으로 추정된다는 평가가 있으며, 이곳에서 곧 중동대전이 터질 텐데, 미국 이 그걸 방치하지 못해서 조선민주주의인민공화국에 개입할 가능성이 낮다고 판단한 것이라는 평가가 있기도 하다. 또한, 조선민주주의인민공화국이 핵 실험을 할 경우엔, 과거에는 주변국 특히 중화인민공화국에 미리 알렸지만 이번 핵 실험의 경우 중국 정부와 미국 정부에 아무런 통보가 없이 이루어졌다는 것에서, 이미 틀어진 조선민주주의인민공화국과 중화인민공화국의 관계를 보여주고 있다는 평가가 있기도 하다.
이에 대해 대한민국 국방부는, 2016년 1월 6일, 조선민주주의인민공화국의 제4차 핵 실험 실시를 "한반도는 물론 세계의 안정과 평화를 뒤흔드는 중대한 위협" 이라고 규정하고, 한미동맹에 기초해 강력히 대응하겠다고 입장을 밝혔다.
이에 대해서, 대한민국 국군은 즉각 위기관리체계를 가동하고, 국방위기관리위원회를 소집해 한민구 국방부 장관 주관으로 관련 상황과 대비태세를 점검했다고 국방부는 설명하였으며, 국방부는 "한미 연합 감시자산을 증가 운용해 북한의 군사동향을 집중 감시하고 있다"며 "전군주요지휘관회의를 화상으로 소집해 상황을 공유하고, 경계태세를 격상해 대비태세를 강화했다"고 강조하기도 하였다.
이순진 합참의장과 커티스 스캐퍼로티 한미연합사령관은 이날 전화 통화를 하고 공조 방안을 협의하기도 하였다.
또한 이에 대해, 대한민국 국방부는 핵 실험에 상응하는 대가를 치르게 할 것이라고 발표하였다.
박근혜 대통령은, 이날 대한민국 국가안전보장회의에서 이번 조선민주주의인민공화국의 핵 실험은 "안보에 대한 중대한 도발이자 세계평화에 정면도전" 이라고 강력히 규탄하기도 하였으며, 한동안 남북관계와 남북정상화가 냉각 될 가능성이 크다는 평가가 있다.
한편, 여당과 야당은 1월 8일 대한민국 국회 본 회의에서 "북한 핵 실험 규탄 공동 결의안"을 채택할 예정이다.
중화인민공화국 정부는, 또한 이에 대하여 "국제사회 보편적 반대에도 다시 핵 실험…비핵화 약속 지킬 것을 강력히 촉구", "해야할 국제적 의무 다할 것…환경부가 대기오염 등 전면 조사"하겠다며, 이번 조선민주주의인민공화국의 핵 실험을 강력하게 반대하며, 조선민주주의인민공화국의 대사를 불러들일 것이라며 강력한 반대 의사를 표명하기도 하였다.
또한, 조선민주주의인민공화국이 핵 실험을 강행하는 것을 1년 전부터 포착이 가능하다고 호언 장담하였던 대한민국 국방부가 많은 비판을 받게 될 것이라는 평가가 있다.

## 폭발력
대한민국 기상청, 일본 기상청, 미국 지질조사소(USGS), 유럽지진센터는 모두 진도 5.1이라고 판단했다.
대한민국 국군 당국은, 2016년 1월 6일, '수소탄' 핵 실험을 했다는 조선민주주의인민공화국의 발표와 관련해 "이번 실험은 수소폭탄으로 보기 어렵다"고 평가하였으며, "수소폭탄은 미국과 옛 소련 정도만 실시했는데 20~50메가톤이었다", "이번 6kt는 상당히 적은 수치로, 그 정도로 북한이 수소폭탄을 했다고 하기는 무리" 라고 그 근거를 제시하였다.또한, 성공적 열핵폭탄 실험이라면 적어도 100 킬로톤 급은 한참 넘어서야 하는데 이번 실험의 폭발력은 북한의 3차 핵 실험 정도 또는 그보다 조금 더 큰 정도에 불과하고 증폭핵분열탄은커녕 히로시마 원자폭탄 수준의 기초적인 원자폭탄에도 미치지 못하므로 수소폭탄 주장은 거짓말이거나 수소폭탄 또는 열핵폭탄 기폭 실험으로는 완전히 실패한 실험으로 보아야 한다며, 오히려 북한의 핵폭탄 개발 수준은 나가사키에 떨어진 팻 맨 플로토늄 원자탄 수준(22 킬로톤, 88 테라 주울) 에도 미치지 못한다는 점을 분명히 하기도 하였다.
또한, 조선민주주의인민공화국이 개발성공했다고 주장하는 수소폭탄은 미국이나 러시아가 수천개씩 실전 배치중인 열핵폭탄과 원리나 기능으로는 유사하여, 핵폭탄 기술의 분류로는 동일한 종류의 열핵폭탄이라 보아야 한다는 주장도 있다.
2009년 5월 25일 2차 핵 실험 당시, 새누리당 핵심관계자는 "북한 함경북도 길주 지역에서 강도 5.4의 지진이 발생했다고 하는데 지질자원연구원에서 인공 지진으로 추정했다"고 말했다. 기상청은 "진도 4.9면 20kt 정도로 추정되며, 진도 규모가 0.2가 상승한 5.1이면 50kt, 5.3이면 100kt까지 커진다"고 본다. 모멘트매그니튜드(Mw)가 0.1 증가하면 지진에너지는 약 1.4배가 된다. 따라서 진도 5.4면 TNT 140 kt의 폭발력으로 추정할 수 있다. 파형(지진파) 지속시간은 27초였다. 2009년 2차 핵 실험 당시, 핵 실험장 지진 진도가 5.4였는데 비해, 2016년 4차 핵 실험에선 핵 실험장에서 130 km 떨어진 백두산 해발 800m에 위치한 내두산 마을에서 진도 5.4가 관측되었다.
1962년 미국 네바다 핵 실험장의 세단 핵 실험은 핵출력 TNT 104 kt의 수소폭탄을 터뜨려, 리히터 규모 4.75의 인공지진이 발생했다. 4.95면 208 kt, 5.15면 416 kt이라는 의미이다.

## 수소폭탄
수소폭탄은 이중수소와 삼중수소의 핵융합 반응을 통한 핵무기의 일종이며, 삼중수소와 이중수소가 고온에서 반응해 헬륨의 원자핵이 융합되면서 중성자 1개가 튀어나오게 되는 방식이다. 통상의 원자탄은 핵 분열 반응을 이용한 폭탄이다.
최초의 수소폭탄 실험은 1952년 미국이 습식 아이비 마이크로 성공하였으며, 1953년엔 소련이 건식 RDS-6으로 완료했다. 극저온 액체 상태의 중수소를 사용하는 것을 습식이라고 하는데, 습식은 냉각장치 등이 필요하기 때문에 부피가 커 실용에는 적합하지 못하다.
이로 인해 리튬과 수소의 화합물(고체) 등을 사용하는 건식이 개발되었으며, 이에 대해 수소폭탄은 통상 원자폭탄보다 더 강력한 파괴력을 갖고 있는 것으로 평가되기도 하며, 원자폭탄은 2차 세계대전에 사용돼 TNT 2만톤과 맞먹는 위력을 발휘한 데 반해서 1952년 미국이 최초로 실험했던 수소폭탄은 TNT 1040만톤과 맞먹는 폭발력을 보였다는 평가가 있다.
이번 4차 핵 실험에서, 북한은 최초의 수소폭탄 핵 실험이 성공했다며, 축구공 모양인 KN-08 핵탄두의 실물까지 공개했다. 반면에, 한국, 미국 등은 수소폭탄이 아니라 증폭형 핵분열탄 시험이었다고 본다. 1953년 소련이 폭발력 400 kt인, 축구공 모양의 RDS-6 수소폭탄을 핵 실험하자, 미국은 수소폭탄이 아니라 증폭형 핵분열탄 시험이라고 주장했다. 축구공 모양의 수소폭탄은 미국의 에드워드 텔러가 설계만 해보았고, 핵 실험한 적은 없는 반면에, 소련은 최초의 RDS-6 수소폭탄을 축구공 모양으로 만들었다.
1998년 5월 28일 파키스탄은 5회의 핵 실험을 성공했다고 발표했다. 1회는 리히터 규모 5.0에 핵출력 TNT 40 kt인 증폭형 핵분열탄이며, 나머지 4회는 1 kt 미만의 핵폭탄이라고 압둘 카디르 칸 박사는 주장했다.
20 kt 핵폭탄 한 발을 제조하는데, 태평양 전쟁 당시의 저급기술은 고농축 우라늄 16 kg, 플루토늄 6 kg이 필요하다. 북한이 증폭핵분열탄을 성공한 것으로 추정될 때, 북한이 중급기술 수준이라고 보도되었다. 중급기술은 20 kt 핵폭탄 한 발을 제조하는데 고농축 우라늄 9 kg, 플루토늄 3.5 kg이 필요하다. 이번에 수소폭탄에 성공했다면, 고급기술을 달성한 것으로 평가되며, 20 kt 핵폭탄 한 발을 제조하는데 고농축 우라늄 5 kg, 플루토늄 3 kg이면 충분하다. 한국은 박정희 대통령 시절에 수소폭탄 개발을 완성했다고 알려져 있다. 2017년 12월, 한미 정보당국은 북한의 핵물질 보유량을 고농축우라늄(HEU) 758㎏, 플루토늄(PU) 54㎏으로 보고 있다.

## 반응

### 대한민국
대한민국은 조선민주주의인민공화국의 핵 실험에 강력히 분노했고, 결국 8일 정오 최전방에 있는 대북확성기를 다시 가동했다. 한편, 북한은 대북확성기 재가동에 대해 별다른 말이 없는 가운데, 북한측은 대남확성기를 가동했다. 다만 대남선전용보단 대북확성기 방해용으로 보인다. 한편, 북한 4차 핵 실험 2일 뒤에 김정은 생일을 맞이하면서 이번 핵 실험은 깜짝 쇼라는 반응도 나오고 있다.

### 미국
대한민국의 우방으로서, "직접적으로 규탄한다"는 성명을 발표하였다. 그러나 전문가들은 "미국이 중동사태와 유로마이단 사태에 이미 군사력을 사용하고 있기에 한반도 정세에는 아직까진 직접적으로 관여할 정도는 아니다"라고 이야기 하고 있기도 하다. 그러나, 2016년 대선을 앞두고 있어서, 오바마 행정부 기간동안 일어난 핵 실험이 이번이 세번째라는 점과, IS를 통제하고 있다고 한 직후 2015년 파리 테러가 일어났을 때 그랬던 것처럼 북한을 억제하고 있다고 하는 상황에서 핵 실험을 또 한것을 싸잡아서 미국 공화당 대선주자들이 오바마 행정부의 외교정책 실패의 공격소재로 사용할 가능성이 매우 높다는 평가가 있으며, 또한 앞으로 북한이 추가 핵 실험을 강행시 미국이 개입할 확률은 높다는 평가가 있으며, 중동의 문제는 자국의 본토의 직접적인 위협은 되지 않고 먼 땅에서 일어나는 일인데 반해서, 북한의 핵 실험에 최종 목표는 결국 미국 본토이기에 미국에게 더더욱 위험한 문제이며, 이 때문에 북한이 다시 한번 더 핵 실험을 강행할 경우, 강경 대응의 나설 가능성이 매우 높다는 평가가 있다. 한편 애슈턴 카터 국방장관은 8일 나가타니 겐 일본 방위상에게 전화를 걸어 북한의 4차 핵 실험에 대해,"북한의 핵 실험은 유엔안보리 결의에 명백히 위반되는 것으로 이를 규탄한다"라는 성명을 했다고 밝혔다.

### 일본
현재 12시 30분 이후 계속해서 속보를 내보내는등 동아시아 내에서 한국 다음으로 가장 민감하게 반응하고 있는 국가 중 하나이며, 집단자위권 통과 이후, 일반적인 군대를 가지기 위해 노력하는 아베 신조에게 명분 이 하나 더 생겼다는 평가가 있으며, 조선민주주의인민공화국이 아베 신조를 도왔다는 평가가 있기도 하다.

### 중화인민공화국
대일견제를 위해서, 대한민국과 친화적인 정책을 펼치고 있는데다가 대한민국에 사드 배치를 극도로 꺼려하였던, 중화인민공화국의 입장에서는 큰 타격이므로, 중국에서 강경대응할 가능성이 높다는 평가가 있는데다가, 이에 대하여 또 중화인민공화국은 대사를 부를 것이라며 이번 핵 실험에 대해 강력하게 반대하고 있으며, 게다가 대한민국은 원래 외부 문제에 관심이 별로 없는데다가, 미국은 내부 갈등이 최우선 과제인데다가, 또한 이를 틈타 조선민주주의인민공화국 문제에 개입하기에는 아주 최적의 사태라는 평가가 있다.

## 같이 보기
- 2006년 조선민주주의인민공화국 핵 실험
- 2009년 조선민주주의인민공화국 핵 실험
- 2013년 조선민주주의인민공화국 핵 실험
- 광명성 4호
- 조선민주주의인민공화국의 대량살상무기 문제
- 6자 회담
- 핵 실험
- 조선민주주의인민공화국